# TOTO (företag)
För andra betydelser, se Toto (olika betydelser).

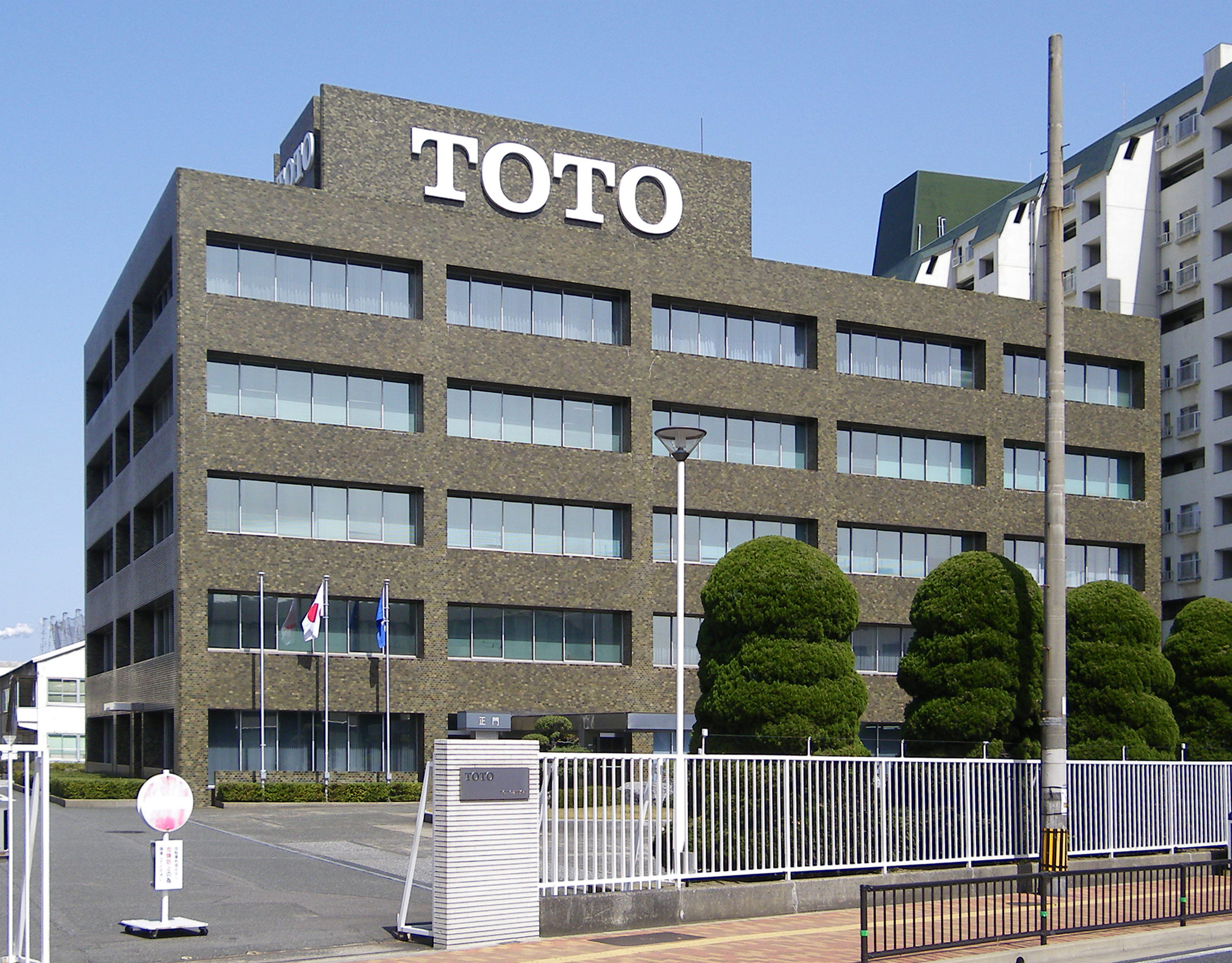
Företagets huvudkontor.

Totokiki KK (bättre känt som TOTO) är ett japanskt företag som grundades 1917. Företaget är noterat i Tokyobörsen i Nikkei 225. Toto har länge dominerad Japans marknad för badrumsinredningar.
TOTO producerar bland annat toaletter, urinoar, badkar och tvättställ. I Europa blev företaget känt för införandet av produkten Washlet – en toalett med självreningsfunktion.